# Melissa rosso riserva
Il Melissa rosso riserva è un vino DOC la cui produzione è consentita nelle province di Catanzaro e Crotone.

## Caratteristiche organolettiche
- colore: dal rosso carico al rosso rubino con riflessi arancioni se invecchiato.
- odore: vinoso, caratteristico.
- sapore: asciutto, di corpo, sapido, caratteristico.

## Produzione
Provincia, stagione, volume in ettolitri
- nessun dato disponibile